# General Sampaio
General Sampaio est une municipalité de l'État du Ceará (Brésil). En 2010, elle comptait 6 099 habitants.

## Toponymie
La municipalité s'est d'abord appelée Sítio Bom Jesus puis Boqueirão da Mãe Teresa, elle s'appelle General Sampaio depuis 1936.
Le nom General Sampaio est une référence au général Antônio de Sampaio (pt) (1810-1866), le chef de l'infanterie de l'Armée nationale, tué dans la guerre contre le Paraguay.